# Animals as Leaders
Az Animals as Leaders amerikai progresszív metal/djent/instrumentális rock együttes. 2007-ben alakultak Washingtonban. Csak instrumentális zenét játszanak.

## Története
Az együttes akkor alakult, miután Tosin Abasi gitáros "Reflux" nevű metalcore együttese feloszlott. A Prosthetic Records kiadó felfedezte Abasi-t és megkérte őt, hogy rögzítsen egy szóló albumot. Abasi azonban elutasította az ajánlatot, mondván, hogy az "egoisztikus és szükségtelen" lenne. Végül szóló projektnek elindította az Animals As Leaders-t (jelentése: "állatok, mint vezetők"). A név az "Ishmael" című könyvből származik. Abasi továbbá elmondta, hogy "voltaképpen mindannyian állatok vagyunk".
Első lemeze 2009-ben jelent meg, a Prosthetic Records gondozásában. 2010-ben már turnézott is, olyan nevekkel, mint a Decapitated, Vital Remains, Cephalic Carnage, Decrepit Birth. Ezután még három stúdióalbumot adtak ki. Jelenleg trióként tevékenykednek.
Lemezeiket a Prosthetic Records, Sumerian Records kiadók jelentetik meg.
Magyarországon eddig kétszer koncertezett a zenekar: először 2016-ban az A38 Hajón. majd 2019-ben szintén az A38 Hajón.
Javier Reyes gitáros szerint készülő új albumukon ének is hallható lesz.

## Tagok
- Tosin Abasi - gitár (2007-), basszusgitár (2008-2012)
- Javier Reyes - gitár (2009-), basszusgitár (2015-)
- Matt Garstka - dob (2012-)

## Korábbi tagok
- Chebon Littlefield - basszusgitár, billentyűk (2007-2008)
- Matt Halpern - dob (2009)
- Navene Koperweis - dob, billentyűk (2009-2012)

## Diszkográfia
- Animals As Leaders (2009)
- Weightless (2011)
- The Joy of Motion (2014)
- The Madness of Many (2016)
- Parrhesia (2022)